# Totems (série télévisée)
Pour l’article homonyme, voir Totems.
Totems (souvent typographié TOTƎMS) est une série télévisée française en huit épisodes de 52 minutes créée par Olivier Dujols et Juliette Soubrier. La série a nécessité trois réalisateurs : Jérôme Salle, Antoine Blossier et Frédéric Jardin.
Produite par Gaumont, la série est diffusée sur Prime Video en France et dans plus de 240 pays et territoires à partir du 18 février 2022.
En octobre 2021, Totems fait partie des 10 séries en compétition au festival Canneseries.

## Synopsis
En 1965, en pleine guerre froide, Francis Mareuil (Niels Schneider), ingénieur aérospatial français, commence à travailler comme espion. Alors qu'il collabore avec les services secrets français et la CIA, il rencontre Lyudmila Goloubeva (Vera Kolesnikova), une pianiste contrainte de travailler pour le KGB. Une idylle se noue entre eux, mais s'agit-il de sentiments sincères ?

## Distribution

### Acteurs principaux
- Niels Schneider : Francis Mareuil
- Vera Kolesnikova : Lyudmila Goloubeva
- José Garcia : Virgile
- Lambert Wilson : Charles Contignet
- Ana Girardot : Anne Mareuil

### Acteurs récurrents
- Alexeï Gouskov : Boris Golubev
- Mikhail Gorevoy : Dimitri Yemeline
- Tim Ahern : Larry Goldstein
- Jules Dhios Francisco : Paul Mareuil
- Vincent Colombe : le banquier
- Klez Brandar : l'homme avec le casque (CIA)
- Daniela Hirsh : Hortense
- David Bowles : Fabien
- Surho Sugaipov : Yuri Melia
- Eden Ducourant : Martine
- Sean Brodeur : un technicien de la CIA
- James McVan   Jim(CIA)
- Pavel Kríz : Josef
- Antonin Maurel : le colonel Loridon
- Kevin Perche : le barman

## Épisodes
Les épisodes, sans noms, sont numérotés de 1 à 8.

### Épisode 1
- France : 18 février 2022 sur Amazon Prime Video

### Épisode 2
- France : 18 février 2022 sur Amazon Prime Video

### Épisode 3
- France : 18 février 2022 sur Amazon Prime Video

### Épisode 4
- France : 25 février 2022 sur Amazon Prime Video

### Épisode 5
- France : 25 février 2022 sur Amazon Prime Video

### Épisode 6
- France : 11 mars 2022 sur Amazon Prime Video

### Épisode 7
- France : 11 mars 2022 sur Amazon Prime Video

### Épisode 8
- France : 18 mars 2022 sur Amazon Prime Video

## Tournage
La série s'appelait initialement Opération Totems. Il s'agit d'une commande d'Amazon Prime Video qui souhaitait produire une série française d'espionnage se déroulant pendant la guerre froide. Olivier Dujols, scénariste sur la série Le Bureau des légendes (2015-2020), a été choisi pour en assurer la création, en collaboration avec Juliette Soubrier. Le tournage s'est déroulé entre Paris et l'Europe centrale, notamment à Prague. Le choix de Prague peut répondre à plusieurs raisons, les conditions attractives offertes aux équipes de tournage, le caractère de "ville-musée" de la capitale qui permet d'offrir une signature visuelle réaliste pour une série se déroulant en 1965.